# نارون مکزیکی
نارون مکزیکی (نام علمی: Ulmus mexicana) نام یک گونه از سرده نارون است.